# شبکه (نمایش)
شبکه نمایشنامه‌ای از لی هال است که از فیلمی به همین نام در سال ۱۹۷۶ اقتباس شده است که برنده جایزه اسکار فیلمنامه برای پدی چایفسکی و کارگردانی آن برعهده سیدنی لومت بود.

## تاریخچه تولید

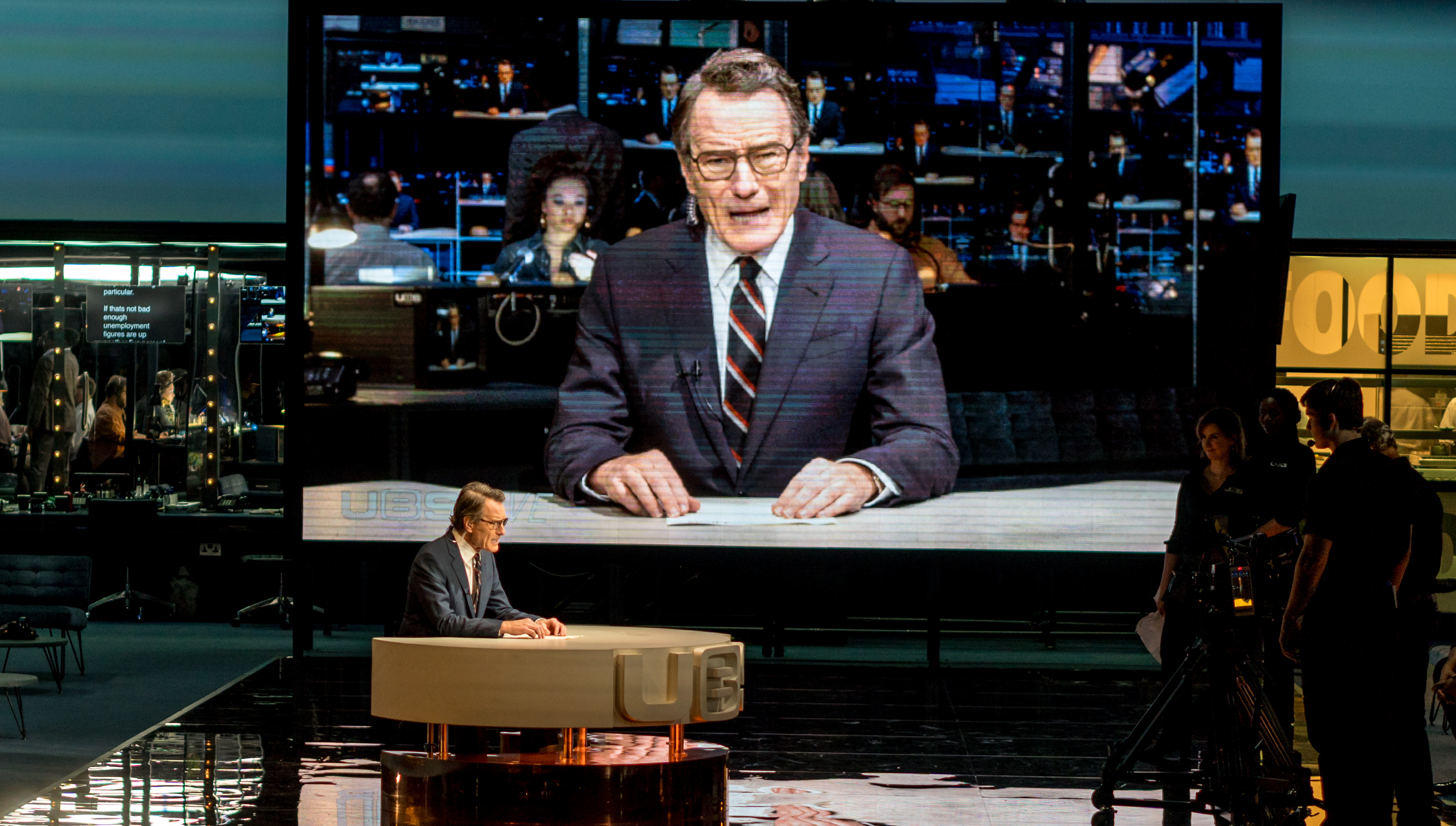
برایان کرانستون در نقش هاوارد بیل در حین بازی در نشنال تیاتر پروداکشنز.

این نمایش برای اولین‌بار در تئاتر لیتلتون در تئاتر ملی لندن در ۱۳ نوامبر ۲۰۱۷ (پیش نمایش از ۴ نوامبر) به نمایش درآمد و تا ۲۴ مارس ۲۰۱۸ ادامه داشت. این تولید به کارگردانی ایوو ون هوو و با بازی برایان کرانستون در نقش هاوارد بیل انجام شد.  
این نمایشنامه شامل طراحی صحنه و نور توسط یان ورسویولد ، طراحی ویدیو توسط تال یاردن، طراحی لباس توسط ان دهویز، موسیقی توسط اریک اسلیخیم و طراحی صدا توسط تام گیبونز بود. این فیلم با همکاری پاتریک مایلز، دیوید لوف، راس پووی و لی منزیس تولید شد و توسط مارسیا گراند برای یادبود ریچارد گراند حمایت شد. 

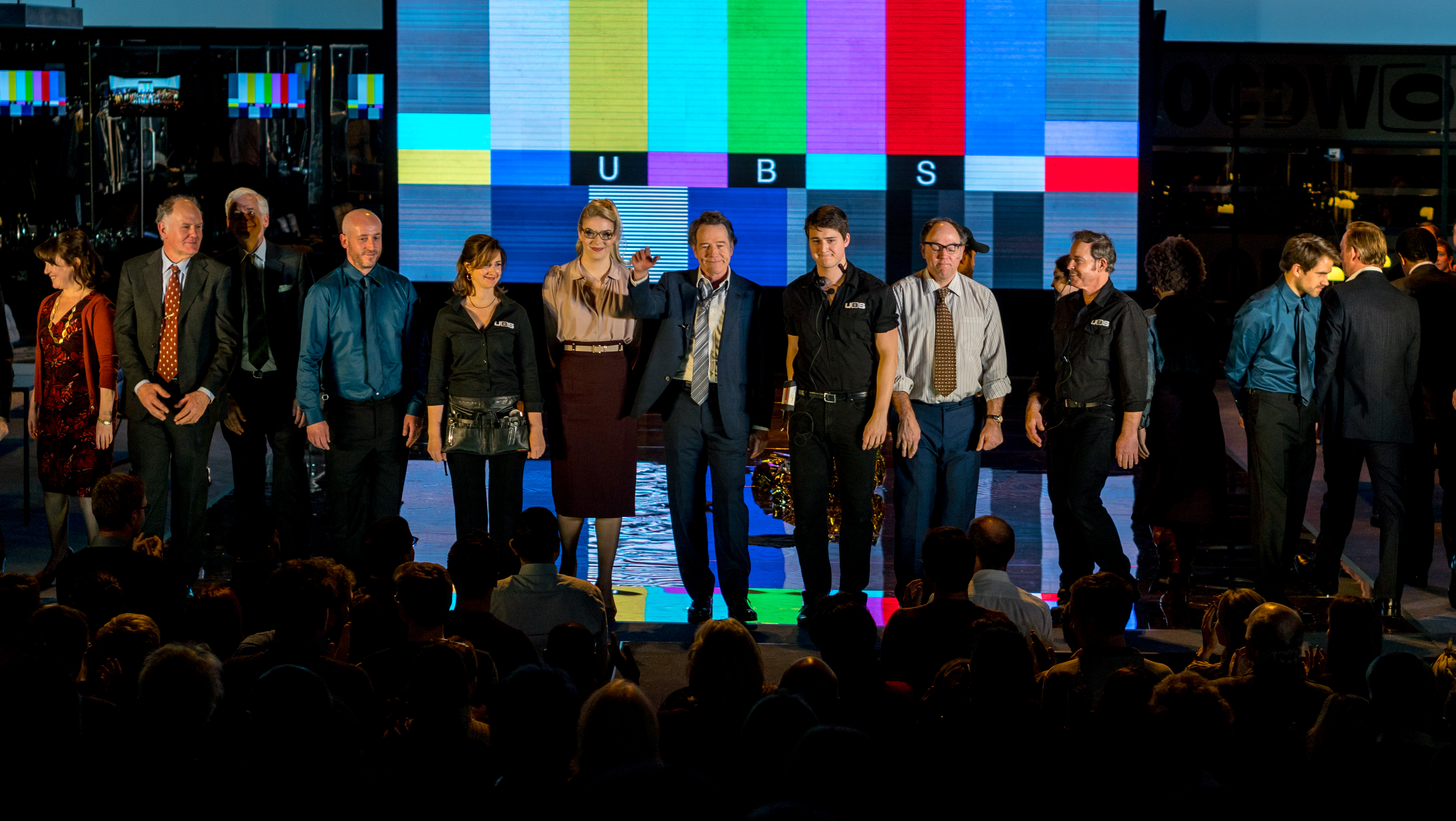
بازیگران و عوامل تولید تئاتر ملی (تاریخ ۱۹ دسامبر ۲۰۱۷)